# Kaep’ung
Kaep’ung (kor. 개풍군, Kaep’ung-gun) – powiat w Korei Północnej, w prowincji Hwanghae Północne. W 2008 roku liczył 73 626 mieszkańców. Graniczy z miastem Kaesŏng od północy i wschodu, z należącym do prowincji Hwanghae Południowe powiatem Paech’ŏn od zachodu, a także z należącym do Korei Południowej miastem Inczon od południa. Gospodarka powiatu oparta jest na rolnictwie.

## Historia
Historycznie powiat należał do prowincji Kyŏnggi. W roku 1914 powstał z połączenia terenów powiatów P'ungdŏk oraz Kaesŏng.
Po podpisaniu rozejmu wstrzymującego wojnę koreańską w lipcu 1953 roku i po ustaleniu granic podzielonego Półwyspu Koreańskiego w 1955 roku tereny powiatu Kaep’ung znalazły się w granicach administracyjnych miasta Kaesŏng, do których zostały włączone razem z powiatami Changp’ung oraz P'anmun. W 2003 roku ustalono obecny status administracyjny powiatu – wraz z powiatem Changp’ung został on przeniesiony w granice prowincji Hwanghae Północne.

## Podział administracyjny powiatu
W skład powiatu wchodzą następujące jednostki administracyjne:
| Nazwa jednostki administracyjnej | Rodzaj jednostki administracyjnej | Chosŏn’gŭl | Hancha |
| -------------------------------- | --------------------------------- | ---------- | ------ |
| Kaep’ung-ŭp                      | miasteczko                        | 개풍읍     | 開豊邑 |
| Muksan-ri                        | wieś                              | 묵산리     | 默山里 |
| Yŏngrŭng-ri                      | wieś                              | 연릉리     | 煙陵里 |
| Haesŏn-ri                        | wieś                              | 해선리     | 解線里 |
| Ko'nam-ri                        | wieś                              | 고남리     | 古南里 |
| Kwangdap-ri                      | wieś                              | 광답리     | 廣沓里 |
| Osan-ri                          | wieś                              | 오산리     | 五山里 |
| Moksong-ri                       | wieś                              | 묵송리     | 默松里 |
| Yŏngang-ri                       | wieś                              | 연강리     | 延江里 |
| Sinsŏ-ri                         | wieś                              | 신서리     | 新西里 |
| Samsŏng-ri                       | wieś                              | 삼성리     | 三成里 |
| Nampo-ri                         | wieś                              | 남포리     | 南浦里 |
| Singwang-ri                      | wieś                              | 신광리     | 新光里 |
| Kwangsu-ri                       | wieś                              | 광수리     | 光水里 |
| Ryongsan-ri                      | wieś                              | 룡산리     | 龍山里 |
| Sinsŏng-ri                       | wieś                              | 신성리     | 新聖里 |
| P'ungdŏk-ri                      | wieś                              | 풍덕리     | 豊德里 |
| Haep'yŏng-ri                     | wieś                              | 해평리     | 海坪里 |
| Ryŏhyŏn-ri                       | wieś                              | 려현리     | 礪峴里 |